# Брусы
Бру́сы (кашуб. Brusë, пол. Brusy)  —  город  в Польше, входит в Поморское воеводство,  Хойницкий повят.  Имеет статус городско-сельской гмины. Занимает площадь 5,1 км². Население — 4517 человек (на 2004 год).